# Chiesa di Santa Maria Assunta (Contignano)
La chiesa di Santa Maria Assunta è un luogo di culto cattolico che si trova a Contignano, nel comune di Radicofani.
La chiesa è attestata già nel 1293, ma ha perduto le antiche forme romaniche. L'interno, coperto a capriate, presenta una decorazione a stucco di gusto barocco. Nella controfacciata, due tele dei primi del Seicento, un Miracolo di Sant'Eustachio e l'Incoronazione della Vergine e Santi. All'altare destro, una tavola di scuola senese degli inizi del XVI secolo, con l'Incoronazione della Vergine. Un recente restauro ha permesso di recuperare al di sotto di essa l'adiacente Incoronazione della Vergine assegnata ad un pittore umbro-marchigiano della seconda metà del Trecento. Nell'altare opposto è una Crocifissione seicentesca. Nella parete di fondo, due ovali settecenteschi con San Francesco di Paola e il Beato Bernardo Tolomei.